# Zoltan Kadar
Zoltan Kadar (Ozun, 4 ottobre 1966) è un allenatore di calcio ed ex calciatore rumeno, di ruolo attaccante.

## Carriera

### Giocatore

#### Club
Ha giocato nella prima divisione rumena.

#### Nazionale
Ha giocato 7 partite nella nazionale rumena.

### Allenatore

#### Club
Il 15 maggio 2020, dopo le dimissioni di Goran Djuričin di cui era l'assistente, diventa l'allenatore dei Grasshoppers.

## Palmarès

### Giocatore

#### Competizioni nazionali
- Campionato rumeno: 1

Dinamo Bucarest: 1991-1992

### Competizioni nazionali
- Challenge League: 1

Grasshoppers: 2020-2021